# Gyárfás Endre (újságíró)
Gyárfás Endre (Nagyvárad, 1904. november 27. – Nagyvárad, 1974. november 28.) romániai magyar újságíró, szerkesztő.

## Élete
Érettségijét a kolozsvári Református Kollégiumban szerezte meg, 1922-ben. Az eléggé nagy képességekkel felérő szerkesztők között megtalálható volt,  vezércikkeivel, glosszáival, avantgardista verseivel riportlapok népszerű munkatársává vált, ezzel szép karriert szerezve. Két, Magyarország területén élő társával, Dobolyi Lajossal és Sükösd Ferenccel együttesen szerepelt egy avantgardista lírai gyűjteményben, A mi országunk címmel, Budapesten, 1925-ben.
1932-ben, valamint 1933-ban a Gyár és Ucca című politikai és gazdasági szemlét, 1933-tól 1935-ig folyóiratot Tribün címmel, valamint 1936-ban a Mai Nő című revülapot szerkesztette Kolozsváron, Hintz Grete fedőnevet használva, mint az illegális Kommunisták Romániai Pártja (KRP) sajtómegbízottja. Később a Nagyváradi Friss Újság című folyóirathoz került, ezzel a lapot élvonalba emelték "Feltételes megálló" rovatcím alatt közölt színes írásai, szatírái, novellái. 1944 után a Nagyváradon megjelenő Új Élet főszerkesztője, majd ugyanebben a városban a Fáklya egyik szerkesztője lett.